# Rządza (gromada)
Rządza – dawna gromada, czyli najmniejsza jednostka podziału terytorialnego Polskiej Rzeczypospolitej Ludowej w latach 1954–1972.
Gromady, z gromadzkimi radami narodowymi (GRN) jako organami władzy najniższego stopnia na wsi, funkcjonowały od reformy reorganizującej administrację wiejską przeprowadzonej jesienią 1954 do momentu ich zniesienia z dniem 1 stycznia 1973, tym samym wypierając organizację gminną w latach 1954–1972.
Gromadę Rządza z siedzibą GRN w Rządzy utworzono – jako jedną z 8759 gromad na obszarze Polski – w powiecie mińskim w woj. warszawskim, na mocy uchwały nr VI/10/7/54 WRN w Warszawie z dnia 5 października 1954. W skład jednostki weszły obszary dotychczasowych gromad Ołdakowizna, Papiernia, Rządza i Wólka Piecząca oraz kolonia Mianowszczyzna z dotychczasowej gromady Retków ze zniesionej gminy Stanisławów, a także obszary dotychczasowych gromad Osęczyzna i Poręby Stare ze zniesionej gminy Rudzienko, w tymże powiecie. Dla gromady ustalono 10 członków gromadzkiej rady narodowej.
31 grudnia 1959 z gromady Rządza wyłączono wsie Osęczyzna i Poręby Stare, włączając je do gromady Dobre w tymże powiecie, po czym gromadę Rządza zniesiono a jej (pozostały) obszar włączono do gromady Stanisławów tamże.